# 行橋市立仲津小学校
行橋市立仲津小学校（ゆくはししりつ なかつしょうがっこう,英語: Yukuhashi City  Nakatsu Elementary School）は、福岡県行橋市道場寺にある公立小学校。

## 概要
12学級、児童数326名。「進んであいさつをしよう！」を合言葉に、地域と協力し、あいさつ運動を行っている。

## 教育目標・理念
「心身ともに たくましい子どもを育成」することを目指している。

## 沿革
- 1874年（明治7年）- 道明寺村曼荼羅寺に生々小学校として開校。
- 1875年（明治8年）- 道明寺小学校と改称。
- 1889年（明治22年）- 稲童小学校簡易科を合併。校舎を増築。
- 1949年（昭和24年）- 牛乳給食開始。
- 1954年（昭和29年）11月 - 行橋市立仲津小学校に改称。
- 1955年（昭和30年）- 給食指導で県の研究指定校。
- 1975年（昭和50年）- 創立100周年記念実施。大石碑建立。
- 2004年（平成16年）- 文部科学省より、学力向上フロンティア事業。

## 交通アクセス
- 新田原駅から徒歩6分[2]